# Heathkit / Zenith Z-100
Heathkit / Zenith Z-100/110/120 (Z-100/110/120) је серија професионалних рачунара фирме Heathkit / Zenith која је почела да се производи у САД од 1982. године.
Користили су Intel 8085 (8-битни) на 5 MHz и Intel 8088 (16-битни) на 5 MHz микропроцесор. RAM меморија рачунара је имала капацитет од 128 KB до 768 KB, преко 64 KB или 256 KB модула. Као оперативни систем кориштен је CP/M 86, Z-DOS, MS-DOS, Forth-Multix, Prologue.

## Детаљни подаци
Детаљнији подаци о рачунару Z-100/110/120 су дати у табели испод.
|                       | |
| [ 1 ]                 | |
| Произвођач            | |
| Тип                   | професионални рачунар                                                                                   |
| Меморија              | 128 KB, до 768 преко 64 или 256 модула                                                                  |
| Поријекло             | Сједињене Америчке Државе                                                                               |
| Година                | 1982 |
| Тастатура             | тастатура са пуним помаком тастера са одвојеном нумеричком тастатуром и функцијски тастери. 95 тастера. |
| Процесор              | 8085 (8-битни) на 5 и 8088 (16-битни) на 5                                                              |
| Фреквенција процесора | |
| RAM                   | 128 KB, до 768 преко 64 или 256 модула                                                                  |
| ROM                   | 16 (boot + контролни тестови), све до 64                                                                |
| Текст                 | 80 x 24 + 1 независна линија. (матрица знакова: 8 x 9)                                                  |
| Графика               | 640 x 500 (полу-графички мод са 33 посебна знака), 640 x 225 (8 боја) - доступно са монитором у боји    |
| Боја                  | 8 |
| Звук                  | уграђени звучник                                                                                        |
| Димензије             | Z-120 : 49,5 x 49,5 x 34,3 / 22,7                                                                       |
| Портови               | |
| Оперативни систем     | |